# Shunyi
Shunyi  (en chino, 顺义; pinyin, Shùnyì) es uno de los 16 distritos de la ciudad de Pekín, República Popular China. Su área es de 1019 km² y su población total para 2010 superó el millón de habitantes.

## Administración
El distrito de Shunyí se divide en 12 poblados, 5 subdistritos y 7 regiones.
- Poblado Zhāng 张镇
- Poblado dà sūn gè zhuāng 大孙各庄镇
- Poblado běi wu 北务镇
- Poblado li suì 李遂镇
- Poblado mùlín 木林镇
- Poblado nán cǎi 南彩镇
- Poblado běi xiǎo yíng 北小营镇
- Poblado li qiáo 李桥镇
- Poblado gāolí yíng 高丽营镇
- Poblado zhào quán yíng 赵全营镇
- Poblado běi shí cáo 北石槽镇
- Poblado lóngwān tún 龙湾屯镇
- Subdistrito Guāngmíng 光明街道
- Subdistrito shènglì 胜利街道
- Subdistrito Shíyuán 石园街道
- Subdistrito shuāngfēng 双丰街道
- Subdistrito wàngquán 旺泉街道
- Región Rénhé 仁和地区
- Región mǎpō 马坡地区
- Región nánfǎ xìn 南法信地区
- Región tiānzhú 天竺地区
- Región hòu shā yù 后沙峪地区
- Región niú lán shān 牛栏山地区
- Región、yáng zhèn 杨镇地区

## Economía
- Air China tiene su sede central en este distrito.